# 1. Fußball-Club Magdeburg 2013-2014
Questa voce raccoglie le informazioni riguardanti il 1. Fußball-Club Magdeburg nelle competizioni ufficiali della stagione 2013-2014.

## Stagione
Nella stagione 2013-2014 il Magdeburgo, allenato da Andreas Petersen, concluse il campionato di Regionalliga nordest al 2º posto. In Coppa di Germania il Magdeburgo fu eliminato al primo turno dall'Energie Cottbus.

## Rosa
| N. |                       | Ruolo | Calciatore            |
| -- | --------------------- | ----- | --------------------- |
| 1  | Germania (bandiera)   | P     | Matthias Tischer      |
| 2  | Germania (bandiera)   | D     | Nico Hammann          |
| 3  | Germania (bandiera)   | D     | Christopher Handke    |
| 4  | Germania (bandiera)   | D     | Kevin Nennhuber       |
| 5  | Germania (bandiera)   | D     | Felix Schiller        |
| 6  | Germania (bandiera)   | D     | Christopher Reinhard  |
| 7  | Germania (bandiera)   | A     | Lars Fuchs            |
| 8  | Germania (bandiera)   | D     | Steffen Puttkammer    |
| 9  | Germania (bandiera)   | A     | Matthias Steinborn    |
| 10 | Portogallo (bandiera) | C     | Telmo Teixeira-Rebelo |
| 11 | Germania (bandiera)   | A     | Christian Beck        |
| 13 | Germania (bandiera)   | C     | Christoph Siefkes     |
| 14 | Germania (bandiera)   | C     | Patrick Bärje         |

| N. |                     | Ruolo | Calciatore             |
| -- | ------------------- | ----- | ---------------------- |
| 16 | Germania (bandiera) | D     | Nils Butzen            |
| 17 | Germania (bandiera) | C     | Marius Sowislo         |
| 18 | Germania (bandiera) | A     | Florian Beil           |
| 19 | Germania (bandiera) | D     | Stephan Neumann        |
| 20 | Germania (bandiera) | D     | René Lange             |
| 21 | Germania (bandiera) | C     | Tino Schmunck          |
| 22 | Germania (bandiera) | C     | Morris Schröter        |
| 23 | Germania (bandiera) | D     | Tobias Friebertshäuser |
| 26 | Germania (bandiera) | C     | Torge Bremer           |
| 27 | Germania (bandiera) | C     | Marco Kurth            |
| 28 | Germania (bandiera) | C     | Fabio Viteritti        |
| 30 | Germania (bandiera) | P     | Danilo Dersewski       |
| 39 | Germania (bandiera) | P     | Lukas Cichos           |

## Organigramma societario
Area tecnica
- Allenatore: Andreas Petersen
- Allenatore in seconda: Danny König, Ronny Thielemann
- Preparatore dei portieri:
- Preparatori atletici:
- Analisi video: Kevin Waliczek

## Calciomercato

### Sessione estiva
| Acquisti | Acquisti           | Acquisti             | Acquisti |
| R.       | Nome               | da                   | Modalità |
| -------- | ------------------ | -------------------- | -------- |
| C        | Torge Bremer       | Magdeburgo U19       |          |
| A        | Lars Fuchs         | Hannover 96 II       |          |
| D        | Nico Hammann       | Hessen Kassel        |          |
| D        | Christopher Handke | Germania Halberstadt |          |
| D        | René Lange         | Hansa Rostock II     |          |
| D        | Steffen Puttkammer | SV Wilhelmshaven     |          |
| C        | Tino Schmunck      | Hansa Rostock II     |          |
| C        | Morris Schröter    | Magdeburgo U19       |          |
| A        | Matthias Steinborn | BFC Dynamo           |          |

| Cessioni | Cessioni         | Cessioni             | Cessioni |
| R.       | Nome             | a                    | Modalità |
| -------- | ---------------- | -------------------- | -------- |
| C        | Fabian Burdenski | Wisła Cracovia       |          |
| D        | Philipp Blume    | Hannover 96 II       |          |
| C        | Benjamin Boltze  | Meuselwitz           |          |
| C        | Necip Eren       | VfR 08 Oberhausen    |          |
| D        | Peter Hackenberg | Alemannia Aquisgrana |          |
| C        | Michél Harrer    | Neumünster           |          |
| A        | Dawid Krieger    | Markranstädt         |          |
| D        | Fernando Lenk    | Energie Cottbus II   |          |
| C        | Ali Moslehe      | Neumünster           |          |

### Sessione invernale
| Acquisti | Acquisti          | Acquisti            | Acquisti |
| R.       | Nome              | da                  | Modalità |
| -------- | ----------------- | ------------------- | -------- |
| C        | Christoph Siefkes | Bayer Leverkusen II |          |

| Cessioni | Cessioni | Cessioni | Cessioni |
| R.       | Nome     | a        | Modalità |
| -------- | -------- | -------- | -------- |

## Risultati

### Regionalliga

#### Girone di andata
| Arbitro: | Pawlowski |

|                                                               |           |  |
| Beck 28’, 47’ Schiller 30’ Fuchs 34’ Schröter 49’ Sowislo 76’ | Marcatori |  |

| Arbitro: | Klemm |

|                                          |           |              |
| Soltanpour 10’ Teichmann 60’ Çubukçu 62’ | Marcatori | 25’ Reinhard |

| Arbitro: | Schmickartz |

|                         |           |           |
| Beck 22’, 72’ Bärje 90’ | Marcatori | 39’ Nagel |

| Arbitro: | Stolz |

|                                  |           |                    |
| Uzan 2’, 30’ Hollwitz 45’ (rig.) | Marcatori | 78’ (rig.) Hammann |

| Arbitro: | Albert |

|                    |           |  |
| Beck 66’ Fuchs 80’ | Marcatori |  |

| Arbitro: | Koslowski |

|           |           |                             |
| Kapan 38’ | Marcatori | 70’ Beck 85’ (rig.) Hammann |

| Arbitro: | Klemm |

|          |           |                              |
| Beck 66’ | Marcatori | 65’ Wunderlich 90’ Jovanović |

| Arbitro: | Becker |

|                    |           |                             |
| Wild 71’ Girth 79’ | Marcatori | 39’ Beck 42’ (rig.) Hammann |

| Arbitro: | Rosenkranz |

|                |           |  |
| Puttkammer 29’ | Marcatori |  |

| Arbitro: | Wartmann |

|                       |           |                              |
| Özcin 24’ Ergirdi 62’ | Marcatori | 74’ Beck 90’ Teixeira-Rebelo |

| Arbitro: | Schibull |

|            |           |                       |
| Boltze 63’ | Marcatori | 11’ Fuchs 19’ Sowislo |

| Arbitro: | Gaunitz |

|                                                    |           |            |
| Beck 63’ Hammann 75’ (rig.) Reinhard 79’ Fuchs 88’ | Marcatori | 70’ Janker |

| Arbitro: | Albert |

|                     |           |                    |
| Schwarz 8’ Mihm 77’ | Marcatori | 37’ Beck 52’ Fuchs |

| Arbitro: | Koslowski |

|                                   |           |            |
| Hammann 31’ (rig.) Fuchs 65’, 90’ | Marcatori | 18’ Engler |

| Arbitro: | Kutscher |

|           |           |                          |
| Hampf 37’ | Marcatori | 33’ Hammann 44’ Reinhard |

#### Girone di ritorno
| Arbitro: | Schmickartz |

|  |           |                      |
|  | Marcatori | 62’ Beck 75’ Sowislo |

| Arbitro: | Herde |

|                             |           |            |
| Beck 44’ Hammann 87’ (rig.) | Marcatori | 63’ Behnke |

| Arbitro: | Stolz |

|  |           |             |
|  | Marcatori | 64’ Sowislo |

| Arbitro: | Rosenkranz |

|          |           |               |
| Beck 53’ | Marcatori | 75’, 79’ Uzan |

| Arbitro: | Koslowski |

|             |           |                                               |
| Schmidt 10’ | Marcatori | 6’ (rig.) Hammann 33’, 75’ Beck 63’ Viteritti |

| Arbitro: | Herde |

|                                                     |           |  |
| Beck 6’ Fuchs 10’, 33’, 44’ Lange 65’ Nennhuber 68’ | Marcatori |  |

| Arbitro: | Wilske |

|                         |           |          |
| Jovanović 19’ Fuchs 85’ | Marcatori | 16’ Beck |

| Arbitro: | Kutscher |

|                                             |           |                        |
| Beck 18’ Schmunck 24’ Fuchs 78’ Sowislo 90’ | Marcatori | 2’ Schubert 4’ Thönelt |

| Arbitro: | Albert |

|                                      |           |                                 |
| Halstenberg 9’ El-Zein 12’ Hauck 73’ | Marcatori | 2’ Nennhuber 83’ (rig.) Hammann |

| Arbitro: | Lämmchen |

|             |           |            |
| Hammann 39’ | Marcatori | 13’ Doymus |

| Arbitro: | Becker |

|                                                      |           |                 |
| Beck 26’, 64’ Puttkammer 34’ Fuchs 37’, 45’ Beil 79’ | Marcatori | 86’, 88’ Weiske |

| Arbitro: | Klemm |

|                      |           |              |
| Obst 39’ Stephan 52’ | Marcatori | 43’ Reinhard |

| Arbitro: | Sather |

|                                     |           |  |
| Puttkammer 18’ Hammann 57’ Beil 89’ | Marcatori |  |

| Arbitro: | Lossius |

|                          |           |                |
| Langner 15’ Marzullo 56’ | Marcatori | 88’ Puttkammer |

| Arbitro: | Schibull |

|                         |           |           |
| Puttkammer 52’ Beck 69’ | Marcatori | 4’ Schuch |

### Coppa di Germania
| Arbitro: | Siebert |

|  |           |               |
|  | Marcatori | 84’ Jendrišek |

## Statistiche

### Statistiche di squadra
| Competizione         | Punti | In casa | In casa | In casa | In casa | In casa | In casa | In trasferta | In trasferta | In trasferta | In trasferta | In trasferta | In trasferta | Totale | Totale | Totale | Totale | Totale | Totale | DR  |
| Competizione         | Punti | G       | V       | N       | P       | Gf      | Gs      | G            | V            | N            | P            | Gf           | Gs           | G      | V      | N      | P      | Gf     | Gs     | DR  |
| -------------------- | ----- | ------- | ------- | ------- | ------- | ------- | ------- | ------------ | ------------ | ------------ | ------------ | ------------ | ------------ | ------ | ------ | ------ | ------ | ------ | ------ | --- |
| Regionalliga nordest | 58    | 15      | 12      | 1       | 2       | 45      | 14      | 15           | 6            | 3            | 6            | 26           | 25           | 30     | 18     | 4      | 8      | 71     | 39     | +32 |
| Coppa di Germania    | -     | 1       | 0       | 0       | 1       | 0       | 1       | 0            | 0            | 0            | 0            | 0            | 0            | 1      | 0      | 0      | 1      | 0      | 1      | -1  |
| Totale               | 58    | 16      | 12      | 1       | 3       | 45      | 15      | 15           | 6            | 3            | 6            | 26           | 25           | 31     | 18     | 4      | 9      | 71     | 40     | +31 |

### Andamento in campionato
| Giornata  | 1 | 2 | 3 | 4 | 5 | 6 | 7 | 8 | 9 | 10 | 11 | 12 | 13 | 14 | 15 | 16 | 17 | 18 | 19 | 20 | 21 | 22 | 23 | 24 | 25 | 26 | 27 | 28 | 29 | 30 |
| --------- | - | - | - | - | - | - | - | - | - | -- | -- | -- | -- | -- | -- | -- | -- | -- | -- | -- | -- | -- | -- | -- | -- | -- | -- | -- | -- | -- |
| Luogo     | C | T | C | T | C | T | C | T | C | T  | T  | C  | T  | C  | T  | T  | C  | T  | C  | T  | C  | T  | C  | T  | C  | C  | T  | C  | T  | C  |
| Risultato | V | P | V | P | V | V | P | N | V | N  | V  | V  | N  | V  | V  | V  | V  | V  | P  | V  | V  | P  | V  | P  | N  | V  | P  | V  | P  | V  |
| Posizione | 1 | 6 | 5 | 6 | 5 | 3 | 5 | 6 | 5 | 5  | 5  | 5  | 5  | 5  | 2  | 2  | 2  | 2  | 2  | 2  | 2  | 2  | 2  | 2  | 2  | 2  | 2  | 2  | 2  | 2  |

Legenda:

Luogo: C = Casa; T = Trasferta. Risultato: V = Vittoria; N = Pareggio; P = Sconfitta.

### Statistiche dei giocatori
| Giocatore          | Regionalliga nordest | Regionalliga nordest | Regionalliga nordest | Regionalliga nordest | Coppa di Germania | Coppa di Germania | Coppa di Germania | Coppa di Germania | Totale   | Totale | Totale      | Totale     |
| Giocatore          | Presenze             | Reti                 | Ammonizioni          | Espulsioni           | Presenze          | Reti              | Ammonizioni       | Espulsioni        | Presenze | Reti   | Ammonizioni | Espulsioni |
| ------------------ | -------------------- | -------------------- | -------------------- | -------------------- | ----------------- | ----------------- | ----------------- | ----------------- | -------- | ------ | ----------- | ---------- |
| C. Beck            | 28                   | 22                   | 2                    | 0                    | 1                 | 0                 | 0                 | 0                 | 29       | 22     | 2           | 0          |
| F. Beil            | 16                   | 2                    | 3                    | 0                    | 0                 | 0                 | 0                 | 0                 | 16       | 2      | 3           | 0          |
| T. Bremer          | 2                    | 0                    | 0                    | 0                    | 0                 | 0                 | 0                 | 0                 | 2        | 0      | 0           | 0          |
| N. Butzen          | 1                    | 0                    | 0                    | 0                    | 0                 | 0                 | 0                 | 0                 | 1        | 0      | 0           | 0          |
| P. Bärje           | 5                    | 1                    | 2                    | 0                    | 0                 | 0                 | 0                 | 0                 | 5        | 1      | 2           | 0          |
| L. Cichos          | 0                    | 0                    | 0                    | 0                    | 0                 | 0                 | 0                 | 0                 | 0        | 0      | 0           | 0          |
| D. Dersewski       | 1                    | 0                    | 1                    | 0                    | 0                 | 0                 | 0                 | 0                 | 1        | 0      | 1           | 0          |
| T. Friebertshäuser | 1                    | 0                    | 0                    | 0                    | 0                 | 0                 | 0                 | 0                 | 1        | 0      | 0           | 0          |
| L. Fuchs           | 28                   | 13                   | 2                    | 0                    | 1                 | 0                 | 0                 | 0                 | 29       | 13     | 2           | 0          |
| N. Hammann         | 30                   | 11                   | 3                    | 0                    | 1                 | 0                 | 0                 | 0                 | 31       | 11     | 3           | 0          |
| C. Handke          | 26                   | 0                    | 6                    | 0                    | 1                 | 0                 | 0                 | 0                 | 27       | 0      | 6           | 0          |
| M. Kurth           | 0                    | 0                    | 0                    | 0                    | 1                 | 0                 | 0                 | 0                 | 1        | 0      | 0           | 0          |
| R. Lange           | 27                   | 1                    | 8                    | 1                    | 1                 | 0                 | 0                 | 0                 | 28       | 1      | 8           | 1          |
| K. Nennhuber       | 24                   | 2                    | 7                    | 0                    | 1                 | 0                 | 0                 | 0                 | 25       | 2      | 7           | 0          |
| S. Neumann         | 0                    | 0                    | 0                    | 0                    | 0                 | 0                 | 0                 | 0                 | 0        | 0      | 0           | 0          |
| S. Puttkammer      | 29                   | 5                    | 8                    | 0                    | 1                 | 0                 | 1                 | 0                 | 30       | 5      | 9           | 0          |
| C. Reinhard        | 19                   | 4                    | 4                    | 1                    | 1                 | 0                 | 0                 | 0                 | 20       | 4      | 4           | 1          |
| F. Schiller        | 20                   | 1                    | 2                    | 1                    | 0                 | 0                 | 0                 | 0                 | 20       | 1      | 2           | 1          |
| T. Schmunck        | 27                   | 1                    | 3                    | 0                    | 1                 | 0                 | 0                 | 0                 | 28       | 1      | 3           | 0          |
| M. Schröter        | 11                   | 1                    | 0                    | 0                    | 1                 | 0                 | 0                 | 0                 | 12       | 1      | 0           | 0          |
| C. Siefkes         | 13                   | 0                    | 2                    | 1                    | 0                 | 0                 | 0                 | 0                 | 13       | 0      | 2           | 1          |
| M. Sowislo         | 29                   | 5                    | 5                    | 1                    | 1                 | 0                 | 0                 | 0                 | 30       | 5      | 5           | 1          |
| M. Steinborn       | 13                   | 0                    | 0                    | 0                    | 0                 | 0                 | 0                 | 0                 | 13       | 0      | 0           | 0          |
| T. Teixeira-Rebelo | 12                   | 1                    | 0                    | 0                    | 0                 | 0                 | 0                 | 0                 | 12       | 1      | 0           | 0          |
| M. Tischer         | 29                   | 0                    | 1                    | 0                    | 1                 | 0                 | 0                 | 0                 | 30       | 0      | 1           | 0          |
| F. Viteritti       | 23                   | 1                    | 2                    | 0                    | 1                 | 0                 | 1                 | 0                 | 24       | 1      | 3           | 0          |